# San Javier del Estero
San Javier del Estero är en ort i Mexiko.   Den ligger i kommunen Zozocolco de Hidalgo och delstaten Veracruz, i den sydöstra delen av landet, 180 km öster om huvudstaden Mexico City. San Javier del Estero ligger 413 meter över havet och antalet invånare är 243.
Terrängen runt San Javier del Estero är kuperad. Runt San Javier del Estero är det ganska tätbefolkat, med 207 invånare per kvadratkilometer. Närmaste större samhälle är Olintla, 13,4 km väster om San Javier del Estero. I omgivningarna runt San Javier del Estero växer i huvudsak städsegrön lövskog.